# Nils Karleby
Nils Teodor Karleby, född 18 juni 1892 i Västra Karleby socken, Malmöhus län, död 2 mars 1926 i Stockholm, var en svensk tidningsredaktör, typograf, politiker (socialdemokrat) och socialdemokratisk ideolog. Hans mest kända verk är boken Socialismen inför verkligheten, som gavs ut samma år som han dog i lungsjukdomen tuberkulos.

## Biografi
Nils Karleby var son till snickaren Nils Jönsson och Teolinda Erlandsson. Familjen bosatte sig i Hyllinge Grufva, Västra Broby socken, där han växte upp och gick i skola. Karleby började som springpojke och typograf, studerade sedan vid Brunnsviks folkhögskola (1911–1912) och Stockholms borgarskola (1912–1913). 1916 fick han anställning vid tidningen Skånska Socialdemokraten i Helsingborg, där han efter ett år avancerade till huvudredaktör och verkade som det fram till 1920. Vid sidan om var han också 1918–1920 redaktör för det nystartade ungdomsförbundet Sveriges socialdemokratiska ungdomsförbunds (SSU) medlemstidning Frihet. Han skaffade sig stort inflytande och sägs ha hejdat revolutionära strömningar från att bryta ut i partiet vid den svenska författningsstriden 1917–1918 under första världskriget, den tid då Sverges socialdemokratiska vänsterparti (SSV) bildades, 
Han gifte sig 1917 med Anna Elvira Söderberg, dotter till skomakaren i Malmö Olof Pettersson och Selma Persson.
Han blev sjuk i tuberkulos (TBC) och hade nästan oavbrutna sjukdomsperioder. År 1920 blev han ledamot och sekreterare i Socialiseringsnämnden, där han stannade till sin död. Samma år blev han även ledamot av partistyrelsen. År 1922 studerade han nationalekonomi för Gösta Bagge och kom då i kontakt med Axel Hägerströms teorier och nyklassisk nationalekonomi. Han avled 1926, samma år som hans bok Socialismen inför verkligheten gavs ut.
Hans var far till filosofie kandidat, politices magister och juris kandidat Olle Karleby (1918–1994), som var ämbetsman, bland annat generaldirektör för Försvarets fabriksverk, och senare företagsledare inom privata näringslivet.

## Författarskap
Det är inte främst för konkreta politiska gärningar som Karleby blivit ihågkommen, utan mer för sina ideologiska skrifter, som fick stort inflytande på utformningen av den svenska socialdemokratin. En del av hans publikationer utgörs av observationer och analyser av socialiseringen i andra länder. Karleby kritiserade till exempel den ryska oktoberrevolutionen 1917 skarpt och avfärdade den som icke-socialistisk, då de samhälleliga förutsättningarna i Ryssland inte mognat för en socialistisk omdaning - bolsjevikerna med Lenin i spetsen beskrevs som "den borgerliga revolutionens kvastar".  I andra, i synnerhet Socialismen inför verkligheten (1926), tolkar han marxismen genom att försöka finna dess djupare avsikter, varför den svenska socialdemokratin alltmera kom att fjärma sig från den revolutionära ideologi som verkställdes i Ryssland. 
I likhet med Ernst Wigforss, som beundrade honom som teoretiker, bestred Karleby idén om ett framtida statiskt socialistiskt samhälle. Socialism för honom var en evigt dynamisk process, varigenom han kunde både bryta med Karl Marx och instämma med denne. Ytterligare en insats var att han kritiserade avsaknaden av praktiska program inom det socialdemokratiska partiet (SAP). 
Förslag till vägar att nå det socialistiska samhället uppställdes i Socialismen inför verkligheten. Först och främst krävdes det arbetande folkets "delaktighet i de sakliga produktionsfaktorerna", "vidgning av offentlig verksamhet" och skapandet av en "offentlig kapitalbildning". Vidare fordrades en utbyggd "socialpolitik till arbetarklassens lyftning", en skol- och utbildningspolitik" och andra åtgärder, syftande att relativt öka tillflödet till 'högre' och minska till 'lägre' yrken och därvid åvägabringa ekonomisk likställighet". Men framför allt, och som han avslutade sitt verk:
| ” | Det vägledande är ej en mekanisk utsugningsteori, som i verkligheten ej kan lämna vägledning i det praktiska arbetet... /.../ Ej heller ett aprioriskt krav på offentlig äganderätt eller ett generellt system för produktionen. b) Intet uniformt samhälle. Ingen absolut fullkomlighet. Ingen patentordning efter medeltidens; utan växlande liv efter växlande krav, fritt initiativ och kamp; vi veta ej vad resultatet till slut blir av det vi skapa, ej precis hurudant det samhälle blir beskaffat, som framgår som resultat av vår strävan. Utvecklingen är icke slut med oss; vi äro blott dess bärare i nuet. | „ |
| – | |   |

I efterskriften till 1976 års nyutgåva av Socialismen inför verkligheten påpekade den socialdemokratiske före detta statsministern Tage Erlander, tillsammans med statsvetaren Björn von Sydow, att för Karleby gick den stora skiljelinjen i politiken mellan vad denne kallade auktoriteten och friheten. Som representanter i nuet för auktoriteten såg Karleby den svenska högern, den ryska bolsjevismen och den italienska fascismen. Mot detta ställde han representanterna för och bärarna av frihetstanken: socialdemokratin och liberalismen. Detta var, skrev Erlander och Sydow, en gemensam vänstersyn, och de avslutade: "Karlebys åskådning har tjänat som intellektuellt underlag för många ledande i den svenska arbetarrörelsen, särskilt i dess andra och tredje generationer. Därmed har hans åskådning kommit att prägla mycket av den svenska samhällsutvecklingen...

## Karleby och marxismen
Vid sidan av den mer vänsterreformistiske Wigforss räknas Karleby som den svenska socialdemokratins stora teoretiker, och han var en förebild inom ungdomsrörelsen. Han verkade i en tid då den svenska socialdemokratins förhållande till olika internationella händelseförlopp som den ryska revolutionen (1917) och det faktum att de bildade koalitionsregering under Nils Edén (1917) och bildade egen regering under Hjalmar Branting (1920) ställde ideologiska frågeställningar på sin spets. 
En av de mest brännande frågorna kretsade kring partiets förhållande till Marx. Hur man ska se Karlebys grad av marxism råder det olika meningar om. Att han inte ställde upp på för Marx centrala idéer som socialisering, proletariatets diktatur och revolution står klart, och likaså att Karleby kunde se den statliga byråkratin som ett medel för socialismen till skillnad från Marx. Hur han ställde sig till klasskampen kan vara svårare att besvara.
Tage Erlander kallar Karlebys förtrogenhet med Marx "odoktrinär" och impulsgivande (SBL), och skriver att huruvida han "förstått Marx riktigt kan jag inte bedöma idag och kunde det ännu mindre på 1920-talet". Karl-Erik Lundevall menar att den marxistiska ideologin upplöstes av Karleby genom att han anpassade teorin till en demokratisk form och att han bröt med den dogmatiska marxismen.
Andra framhåller liberala beröringspunkter hos Karleby. Dels kritiska partikamrater som menar att han själv egentligen uttryckte liberala dogmer under påverkan av liberal nationalekonomi , dels socialliberaler som Bertil Ohlin som kunde attraheras av hans reformpolitik, vilken "överskuggade det marxistiska arvet", som Ohlins levnadstecknare Sven-Erik Larsson uttryckt det, och tog avstånd från dess dogmer. Ett markerat avståndstagande från marxismen uttryckte Rickard Lindström (1894–1950) som Karleby ofta sätts i ideologiskt samband med. Karleby försökte emellertid finna stöd för den reformistiska linjen hos Marx och ansåg själv att han var trogen Marx i så måtto att han förstod dennes djupare vilja och strävan - Av var och en efter hans förmåga, åt var och en efter hans behov.

## Erlander och Karleby
Karleby har utövat ett stort inflytande genom att motivera den svenska socialdemokratins politik, särskilt under 1930-talet och den så kallade folkhemspolitikens inledningsperiod. En av dem Karleby påverkade var statsministern Tage Erlander.
Erlander skriver i sina memoarer att Nils Karleby betydde mycket för hans samhällsuppfattning, och det framkommer att det även gäller Erlanders syn på individen. Karlebys analys av äganderätten var inte banbrytande, enligt Erlander, men han förde in Östen Undéns och Vilhelm Lundstedts uppfattningar i politiken, uppfattningar som gav frågan om den socialistiska samhällsförändringen en annan utgångspunkt; individen var en social varelse som endast existerade i samliv med andra. Karlebys åsikter om äganderätten kan bl.a. jämföras med Gunnar Adler-Karlssons, som 1967 myntade begreppet funktionssocialism.
Karleby försökte visa att arbetarrörelsen och borgarklassen hade gemensamma ideal, vilka borgarklassen förrått på grund av sin själviskhet.[källa behövs] Erlander menar att Karleby lyckades bevisa att den stegvisa reformeringen av samhället inte stred mot Marx, då den arbetade i Marx anda. Karleby blev Erlanders förståelse av det marxistiska i Karl Kautsky.